# I Was Made to Love Her (album)
I Was Made to Love Her è un album di Stevie Wonder, pubblicato dalla Tamla (Motown) nel 1967.

## Tracce
1. I Was Made to Love Her (Wonder, Henry Cosby, Sylvia Moy, Lula Mae Hardaway) – 2:36
2. Send Me Some Lovin' (Lloyd Price, John Marascalo) – 2:29
3. I'd Cry (Wonder, Moy) – 2:33
4. Everybody Needs Somebody (I Need You) (Wonder, Clarence Paul) – 2:36
5. Respect (Otis Redding) – 2:21
6. My Girl (Smokey Robinson, Ronald White) – 2:55
7. Baby Don't You Do It (Holland-Dozier-Holland) – 2:11
8. A Fool for You (Ray Charles) – 3:16
9. Can I Get a Witness (Holland, Dozier, Holland) – 2:42
10. I Pity the Fool (Deadric Malone) – 3:04
11. Please, Please, Please (James Brown, John Terry) – 2:40
12. Every Time I See You, I Go Wild! (Wonder, Cosby, Moy) – 2:52